# Bump 'n' Grind (Jackson Heights)
Bump 'n' Grind è il quarto e ultimo album del gruppo musicale britannico Jackson Heights, pubblicato nel 1973.

## Descrizione
L'album rappresentò per i Jackson Heights un tentativo di svolta dal folk rock dei lavori precedenti a un pop sofisticato, teoricamente rivolto a un pubblico più vasto e con un sound più ricco ed elettrico: anche per questo, su tre brani il gruppo per la prima e unica volta impiegò arrangiamenti per archi, a cura di Ian Green. Tra gli ospiti del disco spiccano i due batteristi Michael Giles (che aveva già suonato sui precedenti due album della band) e Ian Wallace – entrambi ex membri dei King Crimson – e Keith Emerson, il quale mise a disposizione e programmò il proprio sintetizzatore Moog che il tastierista Brian Chatton suonò nei brani Long Necked Lady e Public Romance.
Come tutti i precedenti album dei Jackson Heights, anche Bump 'n' Grind mancò l'appuntamento con la classifica e per questo motivo, poco dopo la sua pubblicazione, il bandleader e produttore Lee Jackson sciolse definitivamente il gruppo per poi fondare i Refugee alla fine del 1973.

## Tracce
Lato A
1. I Could Be Your Orchestra – 4:22 (John McBurnie)
2. Spaghetti Sunshine – 3:30 (Brian Chatton)
3. Long Necked Lady – 3:40 (Mc Burnie)
4. Public Romance – 2:40 (Chatton)
5. Bump and Grind – 3:30 (McBurnie)

Lato B
1. Cumberland Country – 4:30 (Chatton, Lee Jackson)
2. It's a Shame – 4:25 (Chatton, Jackson)
3. Ladies in the Chorus – 3:10 (Chatton, Jackson)
4. Whatever Happened to the Conversation – 4:03 (McBurnie, Chatton, Jackson)

## Formazione
Gruppo
- Brian Chatton – voce, piano, clarinetto, organo Hammond, mellotron, clavicembalo, celesta, campane tubolari, sintetizzatore Moog (tracce A3, A4), piano elettrico
- Lee Jackson – voce, basso elettrico, percussioni, violoncello elettrico
- John McBurnie – voce, chitarra folk, mellotron, percussioni

Ospiti
- Billy Bell – banjo (traccia A3)
- Keith Emerson – programmazione del sintetizzatore Moog (tracce A3, A4)
- Michael Giles – batteria (tracce: A1, A2, A4, A5, B1)
- Ian Wallace – batteria (tracce A3, B2, B3, B4)
- Roger McKew – slide guitar (traccia B1)
- Johnny Van Derrick – fiddle (traccia A3)

Orchestra d'archi (tracce A1, A2, A5)
- Ian Green – arrangiamento e direzione

- Andy Babynchuk – violino
- Liz Edwards – violino
- Clare Farmer – violino
- Jeff Grey – violino
- Louise Jopling – violino
- Paul Pearce – violino
- Eddy Roberts – violino

- Godfrey Salmon – violino
- Alan Travers – violino
- Cathy Wei – violino
- David Woodcock – violino
- Gavyn Wright – violino
- Brian Hawkins – viola
- Brian Mack – viola

- Don McVay – viola
- Jan Schlapp – viola
- Lynden Cranham – violoncello
- Mike Hurwitz – violoncello
- Helen Liebmann – violoncello
- Martin Robinson – violoncello
- Chris Lawrence – contrabbasso